# Bandeira de Taubaté
A bandeira de Taubaté foi criada pelo jornalista Emilio Amadei Beringhs em 1972. É composta por um retângulo de azul cobalto, ao qual se aplica um losango branco, cujas proporções obedecem fielmente as da Bandeira Nacional. No centro do losango são aplicadas as cores e formas naturais do Brasão de Armas de Taubaté, criado pela Lei Municipal nº 02 de 21 de março de 1950. No campo azul, à esquerda e ao alto, uma estrela branca representa o Distrito de Quiririm.

## História da Bandeira
Até o ano de 1972, a cidade de Taubaté, no Vale do Paraíba, não tinha uma bandeira própria, se utilizando somente de seu brasão como símbolo da cidade. Porém, nesse ano, o então prefeito Guido José Gomes Miné, por meio da portaria municipal nº 132/72, institui uma Comissão Especial para que escolhesse uma bandeira para o município. Dentre os diversos desenhos recebidos, por meio de um concurso, a comissão escolheu o do jornalista Emilio Amadei Beringhs.
O projeto da bandeira seguiu para a Câmara Municipal da cidade, onde foi aprovado no dia 14 de julho de 1972. A bandeira foi instituída pela lei municipal nº 1358.

## Simbologia
Na bandeira, cada elemento posssui signifacado específico. As cores azul e branco estão ligadas à tradição de Taubaté sob o aspecto mais remoto, pois vinculam-se com Portugal. Essas cores estão presentes na bandeira por estarem no centro do brasão de armas da Condessa de Vimieiro, Dona Mariana de Souza Guerra, a quem pertenciam as terras que vieram a originar a vila de  Taubaté no século XVII. São também as cores da Irmandade de Nossa Senhora da Boa Morte, uma das confrarias mais antigas da cidade e do Esporte Clube Taubaté fundado em 1914. Quanto ao seu desenho básico, a bandeira homenageia o Pavilhão Nacional.